# Flyboard

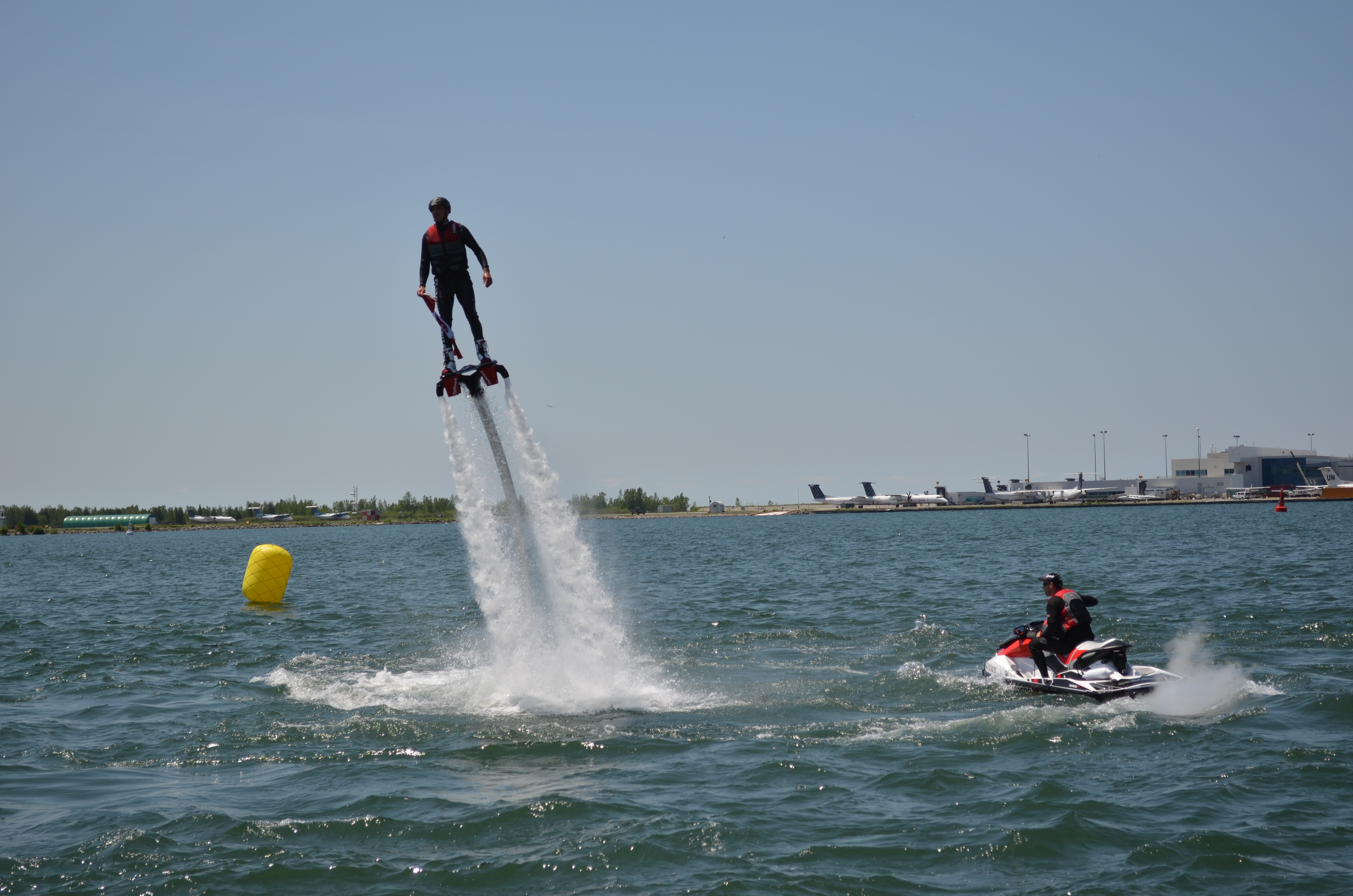
Un modèle de Flyboard.

Flyboard est une marque commerciale créée par le Français Franky Zapata et appartenant à sa société, spécialisée dans la conception et la fabrication d'engins à sustentation hydropropulsée (ESH). L'ESH Flyboard est un type de jetpack nautique raccordé à une motomarine (Jet ski) qui lui fournit de l'eau sous pression.
Le pilote se tient debout sur une plate-forme reliée par un long tuyau souple à l'embarcation, ses pieds sont fixés par une paire de bottes à la manière des snowboards. L'eau sous pression produite par l'hydrojet de la motomarine est acheminée vers des buses à jet et fournit une poussée qui permet de monter jusqu'à quinze mètres dans les airs ou de plonger tête la première dans l'eau.

## Historique

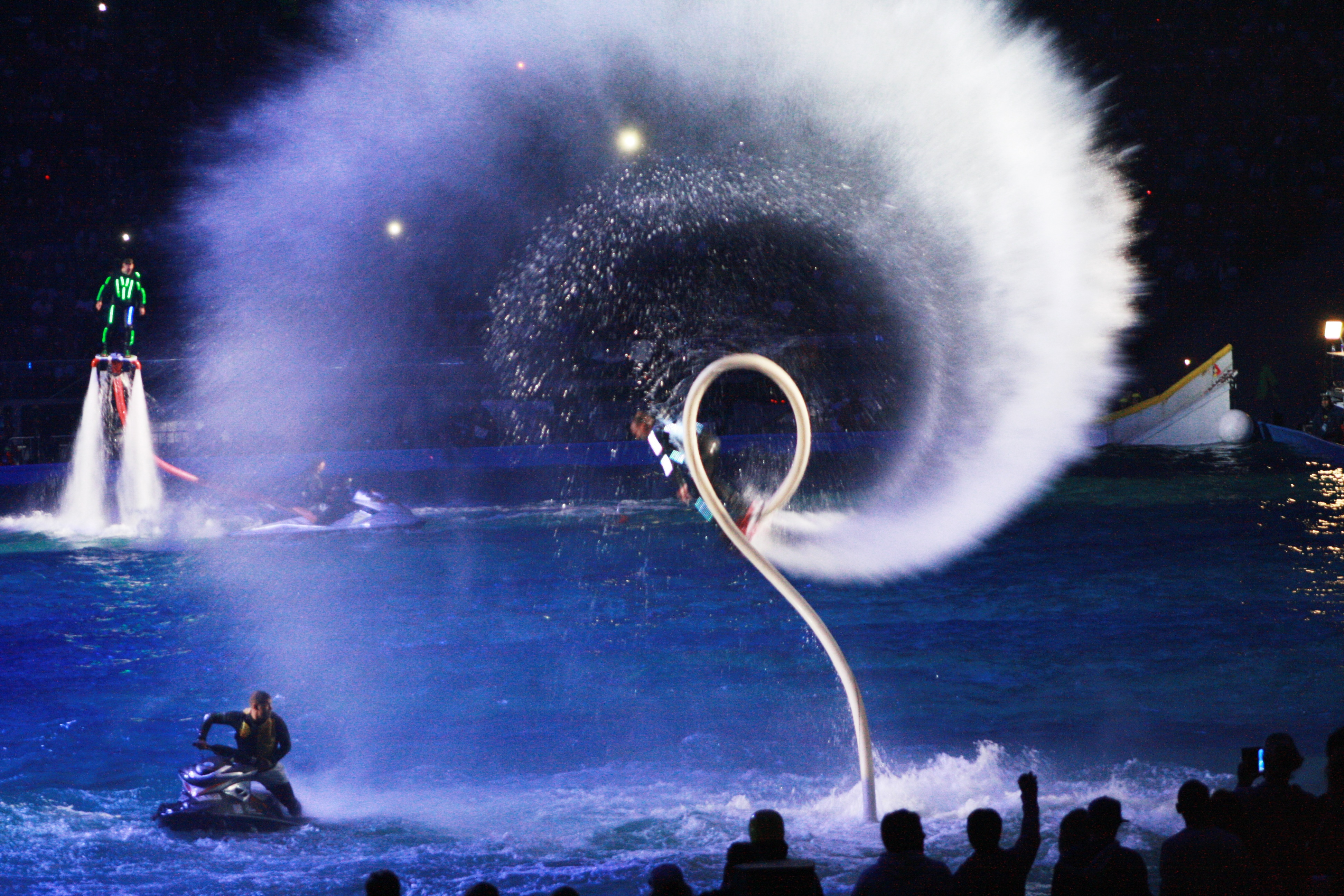
Acrobaties avec un ESH Flyboard.

Le premier concept de jetpack aquatique est créé en 2009 par la société américaine JETLEV.
Le Flyboard arrive trois ans plus tard en 2012 par Franky Zapata, un pilote de motomarine français,. Le dispositif a été présenté au public pour la première fois en Chine, au Championnat du monde de Jet ski 2012.
Franky Zapata se rapproche de la société MPEB du groupe LLEDO INDUSTRIES pour concevoir industriellement le Flyboard et réalise les 1 500 premiers exemplaires en seulement 4 mois.
En 2013, Franky Zapata arrive en finale de l'émission de télévision française La France a un incroyable talent avec son Flyboard, ce qui assure à l'engin une notoriété nationale mais aussi internationale.
L'ESH Flyboard a fait l'objet d'une poursuite d'un concurrent, Jetlev, qui a été abandonnée sans préjudice en mars 2013.

## Informations techniques
L'ESH Flyboard se présente comme une plate-forme sur laquelle les pieds du pilote sont fixés parallèlement par une paire de bottes. Afin d'obtenir la poussée nécessaire à sa propulsion, l'engin est équipé d'une tuyauterie flexible reliée à la sortie de la turbine d'un Jet ski, lequel suit en flottant les déplacements du Flyboard.
Si les premières versions nécessitaient la présence d'une personne sur la motomarine pour contrôler le régime du moteur, lequel régule la puissance et la hauteur du pilote, les versions ultérieures sont devenues autonomes et le pilote dispose lui-même d'une télécommande reliée à la gestion des gaz du moteur du Jet ski.
La présence d'une motomarine étant nécessaire, certains loueurs de Jet ski proposent cette activité.
La marque Flyboard appartient la société Zapata Holding.

## Compétitions
La première Coupe du monde de Flyboard se tient à Doha au Qatar en octobre 2012.
Les finalistes 2012 sont :
- Or : Stéphane Prayas ( France)
- Argent : Petter Berglund ( Suède)
- Bronze : Trey Andrews ( États-Unis)

Les finalistes 2013 (toujours à Doha) sont :
- Or : Suksan Thongthai ( Thaïlande)
- Argent : Cooper Riggs ( États-Unis)
- Bronze : Ben Merrell ( États-Unis)

L'événement se déplace à Dubaï, pour les éditions 2014 et 2015.
Les finalistes 2014 sont :
- Or : Suksan Thongthai ( Thaïlande)
- Argent : Damone Rippy ( États-Unis)
- Bronze : Jake Orel ( États-Unis)

Les finalistes 2015 sont :
- Or : Hunter Verlander ( États-Unis)
- Argent : Jake Orel ( États-Unis)
- Bronze : Cooper Riggs ( États-Unis)

En 2015, un Championnat d'Amérique du Nord voit également le jour à Shreveport, en Louisiane.
La Coupe du monde 2016 se dispute en Floride, à Naples. Les finalistes 2016 sont :
- Or : Suksan Thongthai ( Thaïlande)
- Argent : Steve Palma ( France)
- Bronze : Damone Rippy ( États-Unis)

En 2017, le championnat se dispute en France, dans le Var, à Cavalaire-sur-Mer. Les finalistes 2017 sont :
- Or : Damone Rippy ( États-Unis)
- Argent : Daniel Guerra ( Colombie)
- Bronze : Suksan Thongthai ( Thaïlande)

## Flyboard Air
En 2016, Zapata Racing présente le Flyboard Air, un prototype « d'unité autonome de propulsion » propulsé par quatre microturbines à gaz (plus une de chaque côté pour la stabilisation) de 250 chevaux chacune, et capable de voler sans assistance (hors ravitaillements) sur une distance de 10 000 pieds (environ 3 000 mètres, en théorie) à une vitesse de pointe de 190 km/h, et ce pendant une dizaine de minutes.
En avril 2017, Il est autorisé à reprendre ses vols notamment depuis l'aéroport d'Avignon.
Le 14 juillet 2019, lors de la cérémonie de la fête nationale sur les Champs-Élysées à Paris, Franky Zapata effectue une démonstration de Flyboard.
Le 4 août 2019, Franky Zapata réussit la traversée de la Manche avec son engin.